# Corregimientos du Panama
Les corregimientos (« cantons ») sont les plus petites divisions politico-administratives du Panama. Depuis 2020, le pays est subdivisé en 695 corregimientos,,. Voici ci-dessous une liste de ceux-ci classée par province :

## Provinces

### Province de Bocas del Toro

Districts de Bocas del Toro.

| Districts               | Corregimientos | Chef de district |
| ----------------------- | --- | ---------------- |
| Almirante               | - Almirante - Bajo Culubre - Barriada Guaymí - Barrio Francés - Cauchero - Ceiba - Miraflores - Nance de Riscó - Valle de Aguas Arriba - Valle de Riscó                                                                             | Almirante        |
| Bocas del Toro          | - Bastimentos - Bocas del Toro - Boca del Drago - Punta Laurel - Tierra Oscura - San Cristóbal | Bocas del Toro   |
| District de Changuinola | - Barriada 4 de Abril - Barranco Adentro - Changuinola - Cochigro - El Empalme - El Silencio - Finca 4 - Finca 6 - Finca 12 - Finca 30 - Finca 51 - Finca 60 - Finca 66 - Guabito - La Gloria - La Mesa - Las Delicias - Las Tablas | Changuinola      |
| Chiriquí Grande         | - Bajo Cedro - Chiriquí Grande - Miramar - Punta Peña - Punta Robalo - Rambala | Chiriquí Grande  |

### Province de Chiriquí

Districts de Chiriquí.

| Districts     | Corregimientos | Chef de district |
| ------------- | --- | ---------------- |
| Alanje        | - Alanje - Divalá - Canta Gallo - El Tejar - Guarumal - Nuevo México - Querévalo - Palo Grande - Santo Tomás                                                               | Alanje           |
| Barú          | - Baco - Limones - Progreso - Puerto Armuelles - Rodolfo Aguilar Delgado - El Palmar - Manaca                                                                              | Puerto Armuelles |
| Boquerón      | - Bágala - Boquerón - Cordillera - Guabal - Guayabal - Paraíso - Pedregal - Tijeras                                                                                        | Boquerón         |
| Boquete       | - Alto Boquete - Bajo Boquete - Caldera - Jaramillo - Los Naranjos - Palmira                                                                                               | Bajo Boquete     |
| Bugaba        | - Aserrío de Gariché - Bugaba - El Bongo - Gómez - La Concepción - La Estrella - San Andrés - Santa Marta - Santa Rosa - Santo Domingo - Sortová - Solano - San Isidro     | La Concepción    |
| David         | - Bijagual - Cochea - Chiriquí - David - David Este - David Sur - Guacá - Las Lomas - Pedregal - San Carlos - San Pablo Nuevo - San Pablo Viejo                            | David            |
| Dolega        | - Dolega - Dos Ríos - Los Algarrobos - Los Anastacios - Potrerillos - Potrerillos Abajo - Rovira - Tinajas                                                                 | Dolega           |
| Gualaca       | - Gualaca - Hornito - Los Angeles - Paja de Sombrero - Rincón | Gualaca          |
| Remedios      | - El Nancito - El Porvenir - El Puerto - Remedios - Santa Lucía | Remedios         |
| Renacimiento  | - Breñón (es) - Cañas Gordas (es) - Dominical (es) - Monte Lirio (es) - Plaza de Caisán (es) - Río Sereno - Santa Cruz (ceb) - Santa Clara (es)                            | Río Sereno       |
| San Félix     | - Las Lajas - Lajas Adentro (es) - Juay (es) - San Félix (es) - Santa Cruz (es)                                                                                            | Las Lajas        |
| San Lorenzo   | - Boca Chica (es) - Boca del Monte (es) - Horconcitos - San Juan (es) - San Félix (es)                                                                                     | Horconcitos      |
| Tierras Altas | - Cerro Punta - Cuesta de Piedra (en) - Nueva California (en) - Paso Ancho (en) - Volcán                                                                                   | Volcán           |
| Tolé          | - Bella Vista (es) - Cerro Viejo (es) - El Cristo - Justo Fidel Palacios (es) - Lajas de Tolé (en) - Potrero de Caña (es) - Quebrada de Piedra (es) - Tolé - Veladero (es) | Tolé             |

### Province de Coclé
| Districts  | Corregimientos | Chef de district       |
| ---------- | --- | ---------------------- |

Districts de Coclé.

| Aguadulce  | - Aguadulce - Barrios Unidos (es) - El Cristo - El Roble - El Hato de San Juan de Dios (es) - Pocrí - Pueblos Unidos (es) - Virgen del Carmen (es)            | Aguadulce              |
| Antón      | - Antón - Caballero (es) - Cabuya (es) - El Chirú (es) - El Retiro (es) - El Valle - Juan Diaz (es) - Río Hato (es) - San Juan de Dios (es) - Santa Rita (es) | Antón                  |
| La Pintada | - El Harino (es) - El Potrero (es) - La Pintada - Las Lomas - Llano Grande (es) - Piedras Gordas (es) - Llano Norte (es)                                      | La Pintada             |
| Natá       | - Capellanía - El Caño - Guzman (es) - Las Huacas (es) - Natá - Toza (es) - Villarreal (es)                                                                   | Natá de los Caballeros |
| Olá        | - El Copé - El Palmar - El Picacho (es) - La Pava (es) - Olá                                                                                                  | Olá                    |
| Penonomé   | - Cañaveral - Coclé (es) - Chiguirí Arriba - El Coco - Pajonal (es) - Penonomé - Rio Grande (es) - Río Indio (es) - Toabré (es) - Tulú (es)                   | Penonomé               |

### Province de Colón

Districts de Colón.

| Districts             | Corregimientos | Chef de district        |
| --------------------- | --- | ----------------------- |
| Chagres               | - Achiote (es) - El Guabo (es) - La Encantada (es) - Nuevo Chagres - Palmas Bellas - Piña (es) - Salud (es) | Nuevo Chagres           |
| District de Colón     | - Barrio Norte (es) - Barrio Sur (es) - Buena Vista (es) - Cativá - Ciricito (es) - Cristóbal - Cristóbal Este (es) - Escobal - Limón (es) - Nueva Providencia (es) - Puerto Pilón (es) - Sabanitas - Salamanca (es) - San Juan (es) - Santa Rosa (es) | Colón                   |
| Donoso                | - Coclé del Norte (es) - El Guásimo (es) - Gobea (es) - Miguel de la Borda (es) - Río Indio (es) | Miguel de la Borda (es) |
| Portobelo             | - Cacique (es) - Garrote (es) - Isla Grande - María Chiquita (es) - Portobelo | Portobelo               |
| Santa Isabel          | - Cuango (es) - Miramar - Nombre de Dios - Palenque (es) - Palmira (es) - Playa Chiquita (es) - Santa Isabel (es) - Viento Frío (es) | Palenque (es)           |
| Omar Torrijos Herrera | - San José del General (es) - San Juan de Turbe (es) - Nueva Esperanza (es) | Coclesito (es)          |

### Province de Darién

Districts de Darién.

| Districts | Corregimientos | Chef de district       |
| --------- | --- | ---------------------- |
| Chepigana | - Camoganti (es) - Chepigana (es) - Garachiné - Jaqué - La Palma - Puerto Piña (es) - Sambú (es) - Setegantí (es) - Taimatí (es) - Tucutí (es) | La Palma               |
| Pinogana  | - Boca de Cupe (es) - El Real de Santa María - Metetí (es) - Paya (en) - Pinogana (es) - Pucuro (es) - Yape (es) - Yaviza - Kuna de Wargandí   | El Real de Santa María |
| Santa Fé  | - Agua Fria (es) - Cucunati (es) - Río Congo (es) - Río Congo Arriba (es) - Rio Iglesias (es) - Santa Fé (es) - Zapallal (es)                  | Santa Fé (es)          |

### Province de Herrera

Districts de Herrera.

| Districts   | Corregimientos | Chef de district |
| ----------- | --- | ---------------- |
| Chitré      | - Chitré - La Arena - Monagrillo (es) - Llano Bonito (es) - San Juan Bautista (es)                                                                                        | Chitré           |
| Las Minas   | - Chepo (es) - Chumical (es) - El Toro (es) - Las Minas - Leones (es) - Quebrada del Rosario (es) - Quebrada El Ciprián (es)                                              | Las Minas        |
| Los Pozos   | - El Capurí (es) - El Calabacito (es) - El Cedro (es) - La Arena (es) - La Pitaloza (es) - Las Llanas (es) - Los Cerritos (es) - Los Cerros de Paja (es) - Los Pozos (es) | Los Pozos (es)   |
| Ocú         | - Cerro Largo (es) - El Tijera (es) - Entradero del Castillo (es) - Los Llanos (es) - Llano Grande (es) - Menchaca (es) - Ocú (es) - Peñas Chatas (es)                    | Ocú (es)         |
| Parita      | - Cabuya (es) - Los Castillos (es) - Llano de la Cruz (es) - París (es) - Parita (es) - Portobelillo (es) - Potuga (es)                                                   | Parita (es)      |
| Pesé        | - El Barrero (es) - El Ciruelo (es) - El Pájaro (es) - El Pedregoso (es) - Las Cabras (es) - Pesé (es) - Rincón Hondo - Sabanagrande (es)                                 | Pesé (es)        |
| Santa María | - Chupampa (es) - El Limón - El Rincón - Los Canelos (es) - Santa Maria                                                                                                   | Santa Maria      |

### Province de Los Santos

Districts de Los Santos.

| Districts  | Corregimientos | Chef de district       |
| ---------- | --- | ---------------------- |
| Guararé    | - El Espinal (es) - El Hato (es) - El Macano (es) - Guararé - Guararé Ariba (es) - La Enea (es) - La Pasera (es) - Las Trancas (es) - Llano Abajo (es) - Perales (es) | Guararé                |
| Las Tablas | - Bajo Corral (es) - Bayano (es) - El Carate (es) - El Cocal (es) - El Manantial (es) - El Munoz (es) - El Pedregoso (es) - El Sesteadero (es) - La Laja (es) - La Miel (es) - La Palma (es) - Las Tablas - La Tiza - Las Palmitas (es) - Las Tablas Abajo (es) - Nuario (es) - Palmira (es) - Peña Blanca (es) - Rio Hondo (es) - San José (es) - San Miguel (es) - Santo Domingo - Valle Rico (es) - Vallerriquito (es) | Las Tablas             |
| Los Santos | - El Ejido (es) - El Guásimo (es) - La Colorada - La Espigadilla - La Villa de Los Santos - Las Cruces - Las Guabas (es) - Los Angeles (es) - Los Olivos (es) - Llano Largo (es) - Sabanagrande (es) - Santa Ana (es) - Tres Quebradas (es) - Villa Lourdes (es) - Agua Buena | La Villa de Los Santos |
| Macaracas  | - Bahia Honda (es) - Bajos de Güera (es) - Corozal (es) - Chupá (es) - El Cedro (es) - Espino Amarillo (es) - La Mesa - Llano de Piedras (es) - Las Palmas (es) - Macaracas - Mogollón (es) | Macaracas              |
| Pedasí     | - Los Asientos (es) - Mariabé (es) - Oria Arriba (es) - Pedasí - Purio (es) | Pedasi                 |
| Pocrí      | - El Canafistulo (es) - Lajamina (es) - Paraiso (es) - Paritilla (es) - Pocrí | Pocrí                  |
| Tonosí     | - Altos de Güera (es) - Cambutal (es) - Cañas (es) - El Bebedero - El Cacao (es) - El Cortezo - La Tronosa (es) - Flores (es) - Guánico (es) - Isla de Cañas (es) - Tonosí | Tonosí                 |

### Province de Panama

Districts de Panama.

| Districts     | Corregimientos | Chef de district |
| ------------- | --- | ---------------- |
| Balboa        | - La Ensenada (es) - La Esmeralda (es) - La Guinea (es) - Pedro González (es) - San Miguel (es) - Isla de Saboga (es) | San Miguel (es)  |
| Chepo         | - Cañita (es) - Chepillo (es) - Chepo - El Llano (es) - Las Margaritas - Santa Cruz de Chinina (es) - Kuna de Madugandí - Torti | Chepo            |
| Chimán        | - Brujas - Chimán - Gonzalo Vásquez (es) - Pasiga (es) - Union Santena (es) | Chimán           |
| Panamá        | - 24 de Diciembre (es) - Alcalde Diaz - Ancon - Bethania (es) - Bella Vista (es) - Calidonia (es) - Caimitillo - Chilibre - Curundú (es) - Don Bosco (es) - El Chorrillo (es) - Ernesto Córdoba Campos - Juan Díaz (es) - Las Cumbres - Las Garzas (es) - Las Mañanitas (es) - Pacora - Parque Lefevre (es) - Pedregal - Pueblo Nuevo (es) - Rio Abajo (es) - San Felipe (es) - San Francisco (es) - San Martín (es) - Santa Ana (es) - Tocumen | Panama           |
| San Miguelito | - Amelia Denis de Icaza (es) - Arnulfo Arias (es) - Belisario Frías (es) - Belisario Porras (es) - José Domingo Espinar (es) - Mateo Iturralde (es) - Omar Torrijos (es) - Rufina Alfaro (es) - Victoriano Lorenzo (es) | San Miguelito    |
| Taboga        | - Isla de Taboga - Otoque Occidente (es) - Otoque Oriente (es) | Taboga           |

### Province de Panama Ouest
| Districts   | Corregimientos | Chef de district |
| ----------- | --- | ---------------- |

Districts de Panama Ouest.

| Arraiján    | - Arraiján - Burunga (es) - Cerro Silvestre (es) - Juan Demóstenes Arosemena (es) - Nuevo Emperador (es) - Santa Clara (es) - Veracruz - Vista Alegre | Arraiján         |
| Capira      | - Caimito (es) - Campana (es) - Capira - Cermeño - Cirí de Los Sotos (es) - Cirí Grande (es) - El Cacao (es) - La Trinidad (es) - Las Ollas Arriba (es) - Lidice (es) - Villa Carmen (es) - Villa Rosario (es) - Santa Rosa (es)                                                                        | Capira           |
| Chame       | - Bejuco (es) - Buenos Aires - Cabuya (es) - Chame - Chicá (es) - El Líbano (es) - Las Lajas - Nueva Gorgona (es) - Punta Chame (es) - Sajalices (es) - Sorá (es) | Chame            |
| La Chorrera | - Amador (es) - Arosemena (es) - Barrio Balboa (es) - Barrio Colón (es) - El Arado (es) - El Coco - Feuillet (es) - Guadalupe (es) - Herrera (es) - Hurtado (es) - Iturralde (es) - La Represa - Los Díaz (es) - Mendoza (es) - Obaldia (es) - Playa Leona (es) - Puerto Caimito (es) - Santa Rita (es) | La Chorrera      |
| San Carlos  | - El Espino (es) - El Higo (es) - Guayabito (es) - La Ermita (es) - La Laguna (es) - Las Uvas (es) - Los Llanitos (es) - San José (es) - San Carlos (es) | San Carlos (es)  |

### Province de Veraguas

Districts de Veraguas.

| Districts     | Corregimientos | Chef de district     |
| ------------- | --- | -------------------- |
| Atalaya       | - Atalaya - El Barrito (es) - La Carrillo (es) - La Montañuela (es) - San Antonio (es) | Atalaya              |
| Calobre       | - Barnizal (es) - Calobre - Chitra (es) - El Cocla (es) - El Potrero (es) - La Laguna (es) - La Raya de Calobre (es) - La Tetilla (es) - La Yeguada (es) - Las Guías (es) - Monjarás (es) - San José (es) | Calobre              |
| Cañazas       | - Cañazas - Cerro de Plata (es) - El Aromillo (es) - El Picador (es) - Las Cruces - Los Valles (es) - San José (es) - San Marcelo (es) | Cañazas              |
| La Mesa       | - Bisvalles (es) - Boro (es) - El Higo (es) - La Mesa - Llano Grande (es) - Los Milagros (es) - San Bartolo (es) | La Mesa              |
| Las Palmas    | - Cerro de Casa (es) - Corozal (es) - El Maria (es) - El Prado (es) - El Rincón - Las Palmas (es) - Lola (es) - Manuel E. Amador Terrero (es) - Pixvae (es) - Puerto Vidal (es) - San Martin de Porres (es) - Viguí (es) - Zapotillo (es) | Las Palmas (es)      |
| Mariato       | - Arenas (es) - El Cacao (es) - Mariato (es) - Quebro (es) - Tebario (es) | Mariato (es)         |
| Montijo       | - Cébaco (es) - Costa Hermosa (es) - Isla Gobernadora (es) - La Garceana (es) - Leones (es) - Montijo (es) - Pilon (es) - Unión del Norte (es) | Montijo (es)         |
| Río de Jesús  | - Catorce de Noviembre (es) - Las Huacas (es) - Los Castillos (es) - Rio de Jesús (es) - San Juan (es) - Utira (es) | Rio de Jesús (es)    |
| San Francisco | - Corral Falso (es) - Los Hatillos (es) - Remance (es) - San Francisco (es) - San José (es) - San Juan (es) | San Francisco (es)   |
| Santa Fé      | - Calovébora (es) - El Alto (es) - El Cuay (es) - El Pantano (es) - Gatuncito (es) - Rio Luis (es) - Ruben Cantú (es) - Santa Fe (es) | Santa Fe (es)        |
| Santiago      | - Canto del Llano (es) - Carlos Santana Avila (es) - Edwin Fabrega (es) - La Colorada - La Peña (es) - La Raya de Santa Maria (es) - Los Algarrobos - Nuevo Santiago (es) - Ponuga (es) - Rodrigo Luque (es) - San Martín de Porres (es) - San Pedro del Espino (es) - Santiago de Veraguas - Santiago Este (es) - Santiago Sur (es) - Urracá (es) | Santiago de Veraguas |
| Soná          | - Bahia Honda (es) - Calidonia (es) - Cativé (es) - El Marañón (es) - Guarumal - Hicaco (es) - La Soledad (es) - La Trinchera (es) - Quebrada de Oro (es) - Río Grande (es) - Rodeo Viejo (es) - Soná (es) | Soná (es)            |

## Comarques

### Comarque Emberá-Wounaan

Districts de Embera Wounaan.

| Districts | Corregimientos                                              | Chef de district  |
| --------- | ----------------------------------------------------------- | ----------------- |
| Cémaco    | - Cirilo Guaynora - Lajas Blancas (es) - Manuel Ortega (es) | Unión Chocó       |
| Sambú     | - Jingurudó (es) - Río Sabalo (es)                          | Puerto Indio (es) |

### Comarque Guna Yala

District de Guna Yala.

| District         | Corregimientos                                   | Chef de district |
| ---------------- | ------------------------------------------------ | ---------------- |
| (Aucun district) | - Ailigandí - Narganá - Puerto Obaldía - Tubualá | Gaigirgordup     |

### Comarque Naso Tjër Di

District de Naso Tjër Di.

| District     | Corregimientos                                     | Chef de district |
| ------------ | -------------------------------------------------- | ---------------- |
| Naso Tjër Di | - Bonyik (es) - San San Drui (es) - El Teribe (es) | Sieyic (es)      |

### Comarque Ngöbe-Buglé

Districts de Ngöbe-Buglé.

| Districts                   | Corregimientos | Chef de district            |
| --------------------------- | --- | --------------------------- |
| Besikó                      | - Boca de Balsa (es) - Cerro Banco (es) - Cerro Patena (es) - Camarón Arriba (es) - Emplanada de Chorcha (es) - Nämnoní (es) - Niba (es) - Soloy (es)                                                                                            | Soloy (es)                  |
| Kankintú                    | - Bisira - Calante (es) - Kankintú - Guoroní (es) - Mününí (es) - Piedra Roja (es) - Tolote (es) | Bisira                      |
| Kusapín                     | - Bahía Azul (es) - Cañaveral (es) - Kusapín - Río Chiriquí (es) - Tobobé (es) | Kusapín                     |
| Mironó                      | - Cascabel (es) - Hato Corotú (es) - Hato Culantro (es) - Hato Jobo (es) - Hato Julí (es) - Hato Pilón (es) - Quebrada de Loro (es) - Salto Dupí (es)                                                                                            | Hato Pilón (es)             |
| Müna                        | - Alto Caballero (es) - Bakama (es) - Cerro Caña (es) - Cerro Puerco (es) - Chichica - Krüa (es) - Maraca (es) - Nibra (es) - Peña Blanca (es) - Roka (es) - Sitio Prado (es) - Umaní (es) - Diko (es) - Kikari (es) - Dikeri (es) - Mreeni (es) | Chichica                    |
| Nole Duima                  | - Cerro Iglesias (es) - Hato Chamí (es) - Jädeberi (es) - Lajero (es) - Susama (es) | Cerro Iglesias (es)         |
| Ñürüm                       | - Agua de Salud (es) - Alto de Jesús (es) - Buenos Aires - Cerro Pelado (es) - El Bale (es) - El Paredón (es) - El Piro (es) - Guayabito (es) - Güibale (es) - El Peñón (es) - El Piro N°2 (es)                                                  | Buenos Aires                |
| Jirondai                    | - Burí (es) - Guariviara (es) - Man Creek (es) - Samboa (es) - Tuwai (es) | Samboa (es)                 |
| Santa Catalina o Calovébora | - Alto Bilingüe (es) - Loma Yuca (es) - San Pedrito (es) - Valle Bonito (es) - Santa Catalina o Calovébora | Santa Catalina o Calovébora |